# Горещо пладне
„Горещо пладне“ е български игрален филм от 1965 година на режисьора Зако Хеския, по сценарий на Йордан Радичков. Оператор е Тодор Стоянов. Създаден е по повестта „Горещо пладне“ на Йордан Радичков. Музиката във филма е композирана от Милчо Левиев.

## Състав

### Актьорски състав
| Изпълнител        | Роля             |
| ----------------- | ---------------- |
| Пламък Наков      | Алеко            |
| Кямил Кючуков     |                  |
| Лъчезар Янков     | Лъчко            |
| Петър Слабаков    | Генералът        |
| Григор Вачков     | Селянинът        |
| Дора Стаева       | Майката на Алеко |
| Иван Братанов     | Селянин          |
| Димитър Панов     | заспалият пътник |
| Аспарух Сариев    | пътник от гарата |
| Владимир Кирилов  |                  |
| Никола Дадов      | Селянин          |
| Софка Атанасова   |                  |
| Георги Карев      | машинистът       |
| Ана Георгиева     |                  |
| Димитър Манчев    | машинистът       |
| Герасим Младенов  | Чиновникът       |
| Владислав Молеров | Капитанът        |
| Никола Анастасов  | пътник от влака  |
| Руси Чанев        | Войник           |
| Калина Антонова   | Девойка          |
| Александър Диков  |                  |
| Георги Джубрилов  |                  |
| Найчо Петров      | Пасажер          |
| Йордан Спасов     | машинист         |

### Технически екип
| Режисьор           | Зако Хеския                                                                 |
| Сценарий           | Йордан Радичков                                                             |
| Оператор           | Тодор Стоянов                                                               |
| Музика             | Милчо Левиев                                                                |
| Звук               | Николай Попов                                                               |
| Художник           | Георги Недялков                                                             |
| Костюми            | Анна Лъскова                                                                |
| Монтаж             | Катя Василева                                                               |
| Грим               | Аделина Михайлова                                                           |
| Асистент-режисьори | Лило Беличовски Георги Банчев Ана Петрова                                   |
| Асистент-оператори | Велчо Велчев Виктор Чичов                                                   |
| Консултанти        | полк. Гроздан Петров Димитър Байкушев                                       |
| Директор           | Иван Кордов                                                                 |
| Distributed by     | Българска кинематография Студия за игрални филми „БОЯНА“ /Copyright © 1965/ |

## Награди
- Награда на списание „Синема интернасионал“, Швейцария, „за нови изразни средства“ на оператора Тодор Стоянов, Фестивал на българския филм, Варна, 1966[1]
- Участва в конкурсната програма на Филмовия фестивал в Кан, 1965[2]